# IC 582
IC 582 ist eine Spiralgalaxie vom Hubble-Typ Sc im Sternbild Löwe an der Ekliptik. Sie ist rund 337 Millionen Lichtjahre von der Milchstraße entfernt.
Das Objekt wurde am 16. Dezember 1893 vom französischen Astronomen Stéphane Javelle entdeckt.